# Humberto Henao
Jorge Humberto Henao Lotero (Riofrío; 05 de junio de 1957) es un pastor, misionero y teólogo colombiano que se desempeña como vicepresidente del Movimiento Misionero Mundial desde el 10 de enero de 2018.
Durante su juventud fue obrero en su país natal llegando a ser parte de la junta de oficiales de Colombia. Como docente de teología ministro ampliamente los dogmas y conceptos de Dios a nivel nacional e internacional siendo un importante pilar dentro la organización evangélica. Henao es miembro de la junta oficial del Movimiento Misionero Mundial, organización por el cual asumió el cargo de director a fines de los años 1990. Tras un largo presbiterado en el pueblo de Lleras fue instalado a inicios de los años 2010 en el templo de la obra evangélica ubicada en Cañaveral, Bucaramanga de la cual fue presbítero hasta inicios de los años 2020, siendo transferido a un templo de la misma zona. 
En 2018, asumió la vicepresidencia internacional de la organización religiosa sucediendo a su compañero José Arturo Soto Benavides, subsiguientemente evangelizó de manera internacional en eventos de la iglesia cristiana ubicadas en Latinoamérica, Europa y Estados Unidos. Su enfoque analítico y el uso del lenguaje en sus sermones se fundamentan en principios teológicos del pentecostalismo.

## Biografía

### Primeros años y educación
Nació en Riofrío, municipio colombiano del departamento del Valle del Cauca. Henao no fue educado en la iglesia desde pequeño sino hasta su conversión a los diecinueve años. Tiene un doctorado en Teología, homologado por la universidad “La Viña” de Denver, Colorado. Cuenta con un título técnico en Teología y Ciencias Religiosa a nombre de la iglesia anglicana de Barranquilla, Colombia, así como un diplomado en Pastorado y Consejería Bíblica de la Universidad Santiago de Cali, Colombia. 

## Ministerio

### Comienzos
El 25 de enero de 1979, durante una campaña evangelística dirigida por el predicador Yiye Ávila en el Estadio General Santander de Cúcuta, Henao se convirtió al cristianismo, influido por el impacto de la reciente muerte de su padre. Posteriormente, el 9 de febrero de 1980, en una campaña en Medellín, el pastor Jorge Álvarez, quien en ese entonces era secretario del Movimiento Misionero Mundial, pronunció una prédica en la que, guiado por el Espíritu Santo, confirmó el llamado de Henao a dedicarse a la obra misionera. Tras su conversión sirvió durante varios meses como miembro en su respectivo templo y tras su activa perseverancia fue llamado a la obra misionera el 5 de abril de 1980.
Inició su ministerio en un pequeño pueblo llamado Lleras, en la frontera entre Colombia y Venezuela durante varias años. En sus primeros años como misionero, Henao trabajó en áreas con recursos limitados y condiciones difíciles. A pesar de estos retos, su labor consistió en establecer nuevas congregaciones y fomentar el crecimiento de la iglesia en las regiones donde fue asignado. Estas experiencias iniciales contribuyeron a su desarrollo como líder dentro del Movimiento Misionero Mundial en Colombia, permitiéndole expandir su labor misionera en otras partes del país.Con el tiempo, el ministerio de Henao comenzó a expandirse, atrayendo a más seguidores. El aumento de la congregación llevó a la construcción de nuevos templos para acomodar al público asistente. La predicación de Henao comenzó a ser seguida por distintas iglesias en la región, lo que propició invitaciones para predicar en otras comunidades locales e internacionales. 
Su creciente popularidad en los círculos evangélicos de su comunidad impulsó el establecimiento de programas teológicos para extender su mensaje a un público más amplio, y su ministerio continuó creciendo a través de medios escritos y grabaciones, consolidándose como una figura importante dentro del ámbito misionero en el pueblo de Lleras. Avanzando los años formó parte de la Junta Nacional del Movimiento Misionero Mundial en Colombia. Henao siguió ministrando en su país en bases teológicas consistentemente en los institutos bíblicos dentro la obra del Movimiento Misionero Mundial.

### Cargos oficiales y campañas evangelísticas
Henao organizó una serie de confraternidades en Colombia a mediados de los años 1980, para los cuales se instalaba junto a un grupo de hermanos en las plazas y parques con la intención de predicar el evangelio. Dirigió muchas campañas evangelísticas e intensificó la predicación al aire libre. Organizaban eventos para la conversión de las personas a Cristo. Siendo parte de la junta nacional, Henao fue llamado para predicar en diferentes templos, institutos y seminarios bíblicos de diferentes regiones del país e incluso llamado en representación de su país para la evangelización en convenciones, confraternidades y campañas realizadas en diferentes países a donde el Movimiento Misionero Mundial había alcanzado llegar.
Su gran labor en territorio colombiano lo llevó a ocupar el cargo de director de la junta internacional del Movimiento Misionero Mundial a finales de los años 1990. Tras su responsabilidad, buena dirigencia de medios para la evangelización y su labor teológica prominente. Henao fue instituido como pastor junto a su familia a inicios de los años 2010 en un templo ubicado en Cañaveral, Bucaramanga y en su instancia en territorio bumangués estuvo partícipe de los cultos doctrinales, bautismos en diferentes regiones de la ciudad e ininterrumpidos eventos evangelísticos desarrollados por su iglesia. Incluyó un enfoque social, organizando jornadas de apoyo comunitario en sectores vulnerables de Bucaramanga y sus alrededores. Dichas actividades contribuyeron a mejorar la percepción de la iglesia en la sociedad y reforzaron el mensaje de amor al prójimo que promovía en sus sermones.
A inicios de 2018, Humberto Henao fue nombrado como vicepresidente del Movimiento Misionero Mundial en la Convención Nacional en Colombia en el Centro de Espectáculos La Macarena de la ciudad de Medellín, junto a él también se nombró a su compañero José Arturo Soto con la presidencia internacional de la organización evangélica. Tras su nombramiento, Henao siguió dando prédicas en su territorio natal e infundió pentecostalismo en sus prédicas, algo demostrado en su participación continua en convenciones nacionales. Siguió ministrando en Bucaramanga hasta su traslado a la Iglesia del Movimiento Misionero Mundial en la Calle 43 de dicha ciudad en abril de 2023.

## Libros
- Enseñanzas de vida (2025)
- Enseñanzas Dominicales (2025)

### Datos
1. ↑  El 17 de junio de 1977, el padre de Henao falleció y su cuerpo fue encontrado al día siguiente por él. Ante esta pérdida, Henao prometió a su madre viuda no casarse hasta que su hermano menor cumpliera 15 años, comprometiéndose a cuidarlo junto a sus siete hermanos. Cumplida su promesa, Henao contrajo matrimonio el 14 de enero de 1989 con Idalid Campos, quien también trabajaba en la obra pastoral de un templo.[1]